# افرای چین جنوبی
افرای چین جنوبی (نام علمی: Acer sino-oblongum) نام یک گونه از سرده افرا است.